# イ・ジハン
イ・ジハン（朝鮮語: 이지한、1998年8月3日 - 2022年10月29日）は、大韓民国の俳優。935エンターテインメントに所属していた。

## 来歴
東国大学校演劇学部卒業。
2017年、PRODUCE 101 SEASON2への出演で知られるようになる。2019年には、ドラマ『きょうもナムヒョンな一日』で主人公を演じた。
2022年10月29日に発生した梨泰院群衆事故に巻き込まれ死去する。24歳没。事故当時、新ドラマである「コクドゥの季節」の撮影途中であった。
所属事務所によると、思いやりがあって温かく、いつも笑顔で、気持ちよくあいさつする、どこまでも明るく純粋な人柄を持つ人物だったという｡

## 出演
- きょうもナムヒョンな一日 - シン・ナミョン役